# Jakub Flek
Jakub Flek (* 24. prosince 1992, Mariánské Lázně) je český hokejový útočník působící v týmu HC Kometa Brno.

## Hráčská kariéra
Jakub Flek začínal s hokejem v Klatovech, kde se v sezóně 2011/12 poprvé dostal do seniorské soutěže, do druhé ligy, tj. třetí nejvyšší soutěže.
Před sezónou 2012/13 se účastnil přípravného kempu juniorského týmu HC Energie Karlovy Vary, který se chystal na premiérovou sezónu v MHL. Jakub Flek byl vybrán do týmu a stal se oporou pro na následující dvě sezóny v MHL. V sezóně 2013/14 vedl svůj tým jako kapitán.
Do extraligy nastoupil v sezóně 2013/14, odehrál celkem 6 zápasů a vstřelil jeden gól týmu Zlína.
V sezóně 2014/15 hrál střídavě extraligu v Karlových Varech a druhou ligu za HC Baník Sokolov. S Baníkem Sokolov vyhrál Jakub Flek 2. českou ligu v 23 zápasech vstřelil 27 gólů a zaznamenal 14 asistencí. I přes výkony Jakuba Fleka se v baráži o první ligu Baníku nepovedlo postoupit.
Do sezóny 2015/16 nastoupil v dresu HC Dukly Jihlava.
Na Mistrovství světa v Rize se mu povedlo dvakrát skórovat ze sedmi zápasů, asistenci neměl žádnou.

## Ocenění a úspěchy
- 2015 2.ČHL – Nejlepší střelec v západní skupině
- 2018 1.ČHL – Nejvíce vstřelených branek v oslabení
- 2018 1.ČHL – Nejlepší střelec v playoff
- 2018 1.ČHL – Nejproduktivnější hráč v playoff
- 2018 Postup s týmem HC Energie Karlovy Vary do ČHL
- 2025 ČHL – Nejlepší střelec v oslabení
- 2025 ČHL – Nejlepší střelec v playoff

## Prvenství
- Debut v ČHL – 20. září 2013 (HC Energie Karlovy Vary proti Mountfield HK)
- První gól v ČHL – 22. září 2013 (PSG Zlín proti HC Energie Karlovy Vary, brankáři Tomáši Štůralovi)
- První asistence v ČHL – 23. března 2014 (Rytíři Kladno proti HC Energie Karlovy Vary)
- První hattrick v ČHL – 24. ledna 2023 (HC Kometa Brno proti HC Motor České Budějovice)

## Reprezentace
| Rok                       | Tým                       | Soutěž                    | Z  | G  | A | B  | TM |
| ------------------------- | ------------------------- | ------------------------- | -- | -- | - | -- | -- |
| 2021                      | Česko                     | MS                        | 8  | 2  | 0 | 2  | 0  |
| 2022                      | Česko                     | MS                        | 10 | 1  | 2 | 3  | 2  |
| 2023                      | Česko                     | MS                        | 8  | 2  | 2 | 4  | 0  |
| 2024                      | Česko                     | MS                        | 7  | 2  | 0 | 2  | 0  |
| 2025                      | Česko                     | MS                        | 8  | 5  | 2 | 7  | 0  |
| Seniorská kariéra celkově | Seniorská kariéra celkově | Seniorská kariéra celkově | 41 | 12 | 6 | 18 | 2  |